# Микола Голубець
Мико́ла Голубе́ць (літ. псевд.: Микола Вілонський, М. Вільшина Гуменецький; 15 грудня 1891, Львів — 22 травня 1942, Львів) — український історик, архівіст, краєзнавець, мистецтвознавець, поет, прозаїк, публіцист, редактор, перекладач, бібліограф.

## Життєпис
Народився 15 грудня 1891 року у Львові. Був позашлюбною дитиною о. Богдана Еліяшевського, пароха села Зашків (Львівщина), та Марії Голубець, яка була служницею в його домі.
Закінчив Львівську академічну гімназію та Академію мистецтв у Кракові. Навчався на філософському факультеті Львівського університету та у Віденському університеті.
У роки Першої світової війни від 1914 року — доброволець Легіону Українських січових стрільців. Мав ранґ підхорунжого, активний член «Пресової квартири» у Відні. Наприкінці 1918 року — командир чоти новоствореної Української Галицької армії, учасник бойових дій українсько-польської війни 1918—1919 років.
Від 1920-х років займався науковою, літературною і культурологічною діяльністю: член комісії Наукового товариства імені Шевченка у Львові з історії мистецтва, один із організаторів Асоціації незалежних українських митців.
У 1930-х роках мешкав на вул. Пасічній 33; його іменем названа у 1991 р. сусідня вулиця, яка сполучає Пасічну з колишнім селом Гори.
Після вересня 1939 року — працівник Львівського міського архіву.
Під час німецько-гітлерівської окупації Львова заснував Літературно-мистецький клуб, працював над тритомною історією української культури.

## Журналістський доробок
Як дослідник історії українського мистецтва та історії України, Львова та регіону, був автором 84 книг і брошур, понад 1500 статей. З-під його пера вийшла серія брошур і статей про українських митців: О. Архипенко (1922), Т. Г. Шевченко (1924), Л. Долинський (1924), П. Холодний-старший (1926), М. Гаврилко, Л. Ґец (1934), Т. Копистинський, О. Кульчицька, Ю. Нарбут, О. Новаківський, І. Труш і П. Ковжун (1939), — і міст та сіл: Львів (путівник, 1925), Лаврів (1926—1927), Белз, Бузьке, Звенигород (1927), Перемишль, Теребовля (1928), Сокаль (1929), Жовква і середньовічний Галич (1937).
Видавець та редактор 14 тижневиків і щоденних газет, зокрема:
- «Світ» (1917—1918),
- «Шляхи»,
- «Життя і мистецтво» (1920),
- «Холодний» (1926), [Архівовано 2 липня 2018 у Wayback Machine.]
- «Маски» (1920),
- «Українське мистецтво» [Архівовано 19 вересня 2020 у Wayback Machine.]
- «Неділя» (1928—1931)
- «Час» (1931) та ін.

Редагував також «Українську Бібліотеку», яку видавав Іван Тиктор.

## Поет і прозаїк
Художню творчість почав як поет збіркою позначених мінорними настроями віршів «Фрагменти» (1909) та «Бувають Хвилі» (1910). Автор поеми на біблійні теми «Мойсей Безумний» (1914). У віршах «Апострофа», «Михайлові Яцкову» та ін., поетичному циклі «Весняні води», драматичній сцені «Стріча» зі збірки «Поезії» переважають мотиви непокори тяжкій долі, прагнення до суспільної та душевної гармонії.
Відомий своїми прозовими творами: новела «Люди і блазні» (1927), скечі «Гей, видно село» (1934), історичні романи «Жовті Води» (1937) і «Плем'я Чингісхана» (1938). Переклав окремі твори Гергарта Гауптмана («Затоплений дзвін»), Генріка Ібсена («Пер Гюнт», у перекладі Голубця — «Пер Гінт», 1921), Йоганна Вольфганга Гете (уривок із п'ятої дії «Фауста», 1937), Оскара Уайльда й ін. (неопубліковані). Переспіви Генріха Гейне друкував у періодиці.

## Основні твори
- Українське мистецтво: Вступ до історії. — Львів, 1918. NPLU [Архівовано 2 липня 2018 у Wayback Machine.]
- Причинки до історії галицького українського мистецтва. — Т. 1. — Львів, 1920.
- Начерк історії українського мистецтва. — Ч. 1. — Львів, 1922. [Архівовано 17 вересня 2018 у Wayback Machine.]
- Шевченко — маляр. — Львів, 1924.
- Галицьке мистецтво, Львів, 1926.
- Український килим. — Львів, 1927. [Архівовано 2 липня 2018 у Wayback Machine.]
- За український Львів: Епізоди боротьби XII—XIII вв. — Львів, 1927.
- Белз, Буськ, Звенигород. — Львів, 1927. — 32 с.
- Люди і блазні. — Львів, 1928.
- Слідами Хмельницького у Львові. — Львів, 1928.
- Перемишль. — Львів, 1928
- Полум'яний 1848 рік: Картини й епізоди. — Львів, 1929.
- Вчорашня легенда [про визвольні змагання]. — Львів, 1933.
- Гей, видно село… [про перші бої УСС]. — Львів, 1934.
- Велика історія України. Львів, 1935. [Архівовано 2 березня 2019 у Wayback Machine.]
- Історія української культури (розділ «Мистецтво [Архівовано 28 жовтня 2016 у Wayback Machine.]»). — Львів, 1937[4].
- Жовті Води: Історичний роман. — Львів, 1937; перевидано 1997.
- Плем'я Чингізхана: Хроніка XII в. — Львів, 1938.
- Голубець М. Павло Ковжун / Микола Голубець. — Львів: б. в., 1939. — 31 с. [Архівовано 20 вересня 2020 у Wayback Machine.]

## Родина
Микола Голубець був першим чоловіком сестри Марії Бачинської-Донцової — Лесі Бачинської, яка після його смерті одруöилася з Самійлом Підгірським. Лесю розстріляло гестапо за зв'язок з УПА, а тоді їхню з Миколою доньку Нану та її чоловіка. Наталя Яхненко так описує це у своїх спогадах: 
| Бог так дав, що з нашої родини при повороті большевиків ніхто не загинув. Інакше було в родині Самійла Підгірського: в останніх тижнях у нашому місті, його жінку Лесю, сестру пані Донцової, розстріляло Ґестапо за зв'язок з УПА, а тоді її доньку Нану з першого шлюбу з М. Голубцем та її чоловіка. |
Микола Голубець є батьком Зенона Голубця — львівського скульптора і живописця 